# Delia nivalis
Delia nivalis är en tvåvingeart som beskrevs av Griffiths 1991. Delia nivalis ingår i släktet Delia och familjen blomsterflugor.
Artens utbredningsområde är Colorado. Inga underarter finns listade i Catalogue of Life.